# One in a Million (canção de Aaliyah)
"One in a Million" é uma canção da cantora norte-americana Aaliyah, presente em seu segundo álbum de estúdio de mesmo nome (1996). Foi escrita por Missy Elliott e Timbaland, com este último sendo o produtor. Foi lançada como terceiro single de One in a Million pela Blackground e Atlantic Records em 10 de dezembro de 1996. Musicalmente, é uma balada R&B e club com influências de trip hop e drum and bass. Liricamente, Aaliyah professa seu amor por um homem que ela identifica como sendo seu "um em um milhão".
Após seu lançamento, foi recebida com críticas geralmente positivas, com muitos elogiando a produção inovadora da canção, creditando-a como uma canção revolucionária dentro do gênero R&B. "One in a Million" obteve desempenho comercial moderado, atingindo a 25ª posição da tabela Hot 100 Airplay bem como liderou o gráfico R&B/Hip-Hop Airplay da Billboard por sete semanas. Lançada como single duplo com "If Your Girl Only Knew" no Reino Unido, a canção alcançou a a 15ª posição da UK Singles Chart. Em 1998, "One in a Million" foi indicada ao prêmio de Melhor Single Feminino de R&B/Soul na 12ª edição anual do Soul Train Music Awards.
O videoclipe de "One in a Million" foi dirigido por Paul Hunter e retrata Aaliyah em vários cenários futuristas enquanto ela se encontra com sua paixão. O clipe também conta com participações especiais de Timbaland, Missy Elliott e o cantor Ginuwine, que estrela como um de seus protagonistas. O vídeo recebeu aclamação da crítica, com muitos críticos comparando o vídeo a vários filmes de ficção científica.

## Antecedentes
Junto com "If Your Girl Only Knew", "One In a Million" foi uma das primeiras canções que Aaliyah gravou com Timbaland e Missy Elliott. De acordo com Elliott, ela escreveu a música em um estilo de rap porque ela não sabia como escrever músicas para cantores, já que ela era uma rapper. Elliott explicou: “Porque eu não era realmente uma cantora assim, é por isso que escrevi assim, porque eu era uma rapper, então cada faixa que eu atacaria, eu o atacaria como se estivesse cantando um rap". Durante os primeiros estágios do processo de gravação da música, Elliott estava com medo de tocar a faixa para Aaliyah porque o som da música era muito diferente. Assim que Aaliyah ouviu a música, ela gostou. Em relação a Aaliyah curtir a música, Elliott disse que "ela tinha um ouvido e sabia como a música a fazia se sentir. Ela estava no próximo nível para entender que este é o próximo nível de música. Este não é apenas o som que acontecendo agora - este é um novo som que está sendo criado. Todo esse movimento é novo".
Depois que a música foi concluída e enviada para as rádios, as estações de rádio não quiseram tocá-la no início. Muitas estações de rádio desculparam-se por não poderem tocar a música, dizendo "eles não podiam misturá-la, eles não podiam misturá-la com faixas antes ou depois porque a cadência não tinha sido feita antes". De acordo com o CEO da Blackground Records, Jomo Hankerson, muitos diretores de programas de estações de rádio tiveram problemas com o que chamavam de "sons de grilo" na música. Hankerson lembrou que um diretor de programa em Chicago afirmou que não tocaria uma música que continha grilos. Ao tentar criar uma solução para que "One in a Million" pudesse ser tocado nas rádios, a Atlantic Records sugeriu que a música fosse remixada e tornada mais amigável ao rádio. Para Hankerson, ele se recusou a mudar a música e levou as fitas do estúdio para que ninguém pudesse remixar a música. “A Atlantic achou que deveríamos remixar o disco e diminuir a batida tripla para torná-la mais amigável às rádios, mas fomos muito teimosos sobre isso. Ouvimos que eles estavam tentando fazer os remixes, então pegamos as fitas do estúdio. Naquela época, antes do Pro Tools, você realmente podia controlar para onde ia a música. Se você tivesse aquele rolo de duas polegadas, você tinha a faixa. Então, pegamos os rolos de duas polegadas e todas as fitas para que ninguém pudesse fazer remixes não autorizados e seguimos firme nessa versão do álbum".

## Composição e interpretação lírica
"One in a Million" foi descrita como sendo uma balada club etérea com funk "sedutor", música eletrônica, trip hop e influências de drum and bass. A canção também apresenta sintetizadores "brilhantes" e grilos em sua produção. De acordo com Craig Jenkins da Complex, a canção apresenta "funk sensual acentuado pela programação de bateria hiperativa e os sons de pássaros, grilos e aviões espalhados pela mistura". A música "imediatamente captura toda a sua atenção com seu baixo forte, sintetizadores peculiares e samples vocais cortados". Andrew Unterberger da Billboard descreveu a canção como "um hino lento e agitado que soava exuberante e minimalista, expansivo e íntimo, alienígena e sexy". Liricamente, a música é sobre Aaliyah professando seu amor por um cara que "ela vê como um em um milhão e um amor ao qual ela não consegue resistir". De acordo com Bob Waliszewski do Plugged In, na música "Aaliyah comunica amor e compromisso com seu homem".

## Recepção da crítica
De acordo com Khal da Complex, "'One in a Million' apresentou um trio imparável, com Aaliyah sendo uma musa perfeita para as vibrações futurísticas que Missy e Timbaland estavam criando e realmente ajudaram a mudar o jogo. Suas músicas lentas não precisavam mais de bateria lenta batidas; você poderia estabelecer essa vibe e jogar tantos preenchimentos e chimbais agitados na faixa e torná-la algo único em vez do sabor da semana (embora sendo tão futuro significa que todos estavam em demanda)". Georgette Cline do The Boombox elogiou a música dizendo "O instrumental em si gotejava sex appeal e o estilo musical de Aaliyah apenas aumentava a vibração. A então jovem de 17 anos atingiu o ouro lírico com 'Não deixe ninguém vir e tomar o seu lugar / Porque o amor que você dá não pode ser substituído / Veja que ninguém mais me ama como você / É por isso que não me importo de passar minha vida com você'". Quentin B. Huff do PopMatters sentiu que a música representou Aaliyah "melhor no departamento do hino lenta". Ele também elogiou a produção da música, dizendo: "A batida de "One in a Million" é terrivelmente difícil para uma música romântica, mas esse é o ponto, na verdade: amor - ou, pelo menos o tipo de amor retratado nesta música - é belo, mas contínuo e inexorável”. A publicação musical udiscovermusic sentiu que os "vocais etéreos" de Aaliyah estavam em plena exibição na canção e que, no geral, a canção era "a destilação perfeita de todos os sons penetrantes da era".

## Desempenho nas tabelas musicais
"One in a Million" foi lançada como segundo single nos Estados Unidos e terceiro single do álbum, como um todo, em 10 de dezembro de 1996. Em 10 de maio de 1997, "One in a Million" alcançou o pico na segunda posição da parada Dance Club Songs da Billboard. Em 4 de janeiro de 1997, a canção atingiu a primeira posição da R&B/Hip-Hop Airplay, ficando sete semanas no topo da parada. Na parada rítmica a canção atingiu a segunda posição em 2 de março de 1997, ao passo que alcançou a 25ª posição na parada Radio Songs. Internacionalmente, a canção foi lançada como single duplo com "If Your Girl Only Knew" no Reino Unido, alcançando a 15ª posição da UK Singles Chart. A canção eventualmente alcançou o top 5 nas paradas de dance e de R&B no Reino Unido. De acordo com a Official Charts Company, "One in a Million" é o sexto single de Aaliyah mais vendido na região. Na Oceania, a canção alcançou a 11ª posição na Nova Zelândia em 15 de junho de 1997.

## Clipe

### Antecedentes
O videoclipe de "One in a Million" foi dirigido por Paul Hunter e foi filmado em Los Angeles. Hunter conheceu Aaliyah através de seu tio durante uma reunião em um estúdio de Nova York, logo após o encontro, ele foi escolhido como o diretor de seu videoclipe. De acordo com Hunter, durante a filmagem do vídeo tudo correu bem e eles permaneceram dentro do cronograma. Hunter também lembra que quando eles estavam se mudando para outro local de filmagem, Aaliyah estava no carro com a equipe de produção. Hunter declarou: "Ela era uma jovem superstar e precisamos ir para o próximo local e ela simplesmente veio com a equipe". Ele continuou dizendo: "Ela não pediu uma limusine nem nada. Foi muito fofo. Ela era apenas uma garota normal a esse respeito, sabe?".

### Recepção
O clipe de "One in a Million" estreou em 10 de novembro de 1996 nos canais BET e The Box. Eventualmente, o videoclipe e tornou o oitavo mais tocado no canal BET durante a semana de 16 de fevereiro de 1997. Em 5 de janeiro de 1997, o clipe estreou na MTV. Durante a semana de 23 de fevereiro de 1997, o videoclipe foi o sétimo mais reproduzido na MTV. Ainda em fevereiro de 1997, o clipe estreou na VH1.
Em um artigo de 1997 discutindo o videoclipe One in a Million, a MTV sentiu que Aaliyah estava ficando "toda adulta e cheia de vapor no vídeo". Jordan Simon, do Idolator, sentiu que o clipe de "One In a Million" exibia uma notável semelhança com vários filmes futurísticos de ficção científica como Aliens, O Quinto Elemento e Matrix. O vídeo também foi incluído na lista "Os Melhores Clipes de R&B dos Anos 90" da Complex.

## Legado
Em 1997, o rapper Jay-Z utilizou um sample de "One in a Million" em "A Million and One Questions / Rhyme No More", primeira faixa de seu segundo álbum de estúdio, In My Lifetime, Vol. 1. Em 1998, "One in a Million" foi nomeada para Melhor Single Feminino de R&B/Soul na 12ª edição do Soul Train Music Awards. Em 2010, o cantor/compositor The-Dream gravou um cover da música, um ano depois, em maio de 2011, o artista de R&B Omarion fez um cover da música para sua mixtape The Awakening como um tributo a Aaliyah. Além disso, a cantora/compositora canadense Keshia Chanté, que já foi escalada para interpretar Aaliyah em seu filme biográfico, fez um cover da música para o aniversário de 10 anos da falecida cantora como um tributo. Em 25 de agosto de 2012, o artista de hip hop Blizzy Ballard e o ex-colaborador de Aaliyah, Smoke E. Digglera, vocalista do grupo de R&B Playa, lançaram um cover de tributo da canção. A rapper Iggy Azalea utlizou sample da faixa em sua canção "Backseat Trill $hit". A artista de R&B e hip hop Tink lançou a faixa intitulada "Million" que faz sample da canção, com produção de Timbaland. Em 2020, a cantora Ariana Grande interpolou o padrão de bateria de "One in a Million" na faixa "West Side", presente no álbum Positions. O single de 2021 da cantora Normani, "Wild Side", com a participação da rapper Cardi B, também interpola o padrão de bateria de "One in a Million". Em setembro de 2022, a publicação Pitchork classificou "One in a Million" na 36ª posição da lista das 250 Melhores Canções da Década de 90.

## Tabelas musicais

### Tabelas semanais
| Tabelas musicais (1997)                                              | Melhor posição |
| -------------------------------------------------------------------- | -------------- |
| Austrália (ARIA)                                                     | 69             |
| Escócia (OCC) · Com "If Your Girl Only Knew"                         | 85             |
| Estados Unidos - Dance Club Songs (Billboard)                        | 2              |
| Estados Unidos - Radio Songs (Billboard)                             | 25             |
| Estados Unidos - R&B/Hip-Hop Airplay (Billboard)                     | 1              |
| Estados Unidos - US Rhythmic (Billboard)                             | 2              |
| Nova Zelândia (Recorded Music NZ)                                    | 11             |
| Reino Unido - UK Dance (OCC) · Com "If Your Girl Only Knew"          | 5              |
| Reino Unido - UK R&B (OCC) · Com "If Your Girl Only Knew"            | 4              |
| Reino Unido - UK Singles Charts (OCC) · Com "If Your Girl Only Knew" | 15             |

| Tabelas musicais (2021)                                     | Melhor posição |
| ----------------------------------------------------------- | -------------- |
| Estados Unidos - Digital Song Sales (Billboard)             | 7              |
| Estados Unidos - R&B Digital Song Sales (Billboard)         | 1              |
| Estados Unidos - R&B/Hip-Hop Digital Song Sales (Billboard) | 1              |

### Tabelas de fim de ano
| Tabelas musicais (1997)                      | Melhor posição |
| -------------------------------------------- | -------------- |
| Estados Unidos - Top R&B Airplay (Billboard) | 10             |
| Estados Unidos - US Rhythmic (Billboard)     | 13             |

## Certificações
| Região                | Certificado | Unidades certificadas/vendas |
| --------------------- | ----------- | ---------------------------- |
| Estados Unidos (RIAA) | Ouro        | 500.000                      |